# Sh2-91
Sh2-91 è una tenue nebulosa a emissione visibile nella costellazione del Cigno.

## Descrizione
La nube si individua circa 1° a nord della famosa doppia ottica Albireo, una stella di terza magnitudine visibile anche dai centri urbani; nonostante le sue estese dimensioni, Sh2-91 si presenta molto debole e la sua osservazione risulta estremamente difficoltosa, come pure la sua ripresa fotografica, che può essere fatta attraverso l'uso di appositi filtri. Il periodo migliore per la sua osservazione nel cielo serale va da giugno a dicembre, specialmente dalle regioni boreali.
Sh2-91 costituisce il filamento meridionale e più esteso del resto di supernova G65.2+5.7, situato a circa 800 parsec (2600 anni luce) dal sistema solare in una regione galattica ricca di dense nubi molecolari, su cui spicca la grande Fenditura del Cigno; G65.2+5.7 è di fatto una superbolla estesa per circa 180 parsec e posta 80 parsec a nord rispetto al piano galattico. Sh2-91 mostra una forte polarizzazione, indice della presenza di un forte campo magnetico.